# Linia 8 de tramvai din București
Tramvaiul 8 din București a fost o linie de tramvai a STB care începea din Depoul Militari, situat în cartierul bucureștean cu același nume, și se termina la stația „Zețarilor” din cartierul Ferentari. Traseul tramvaiului a avut 30 de stații. Linia 8 a fost desființată definitiv pe data de 24 octombrie 2022.

## Traseu și stații

### Descrierea traseului
Linia 8 de tramvai a fost înființată undeva în perioada interbelică pentru a deservi cartierul Ferentari, iar în 1962 circula între Piața Ferentari (intersecția cu Bulevardul Pieptănari) și cartierul Tudor Vladimirescu, mergând pe Calea Rahovei, Bulevardul George Coșbuc, Piața Unirii, Splaiul Independenței, Podul Izvor, Calea 13 Septembrie. În 1964 are loc desființarea liniei de tramvai între Podul Izvor și Piața Puișor iar linia 8 este mutată peste Podul Mihai Vodă și Strada Uranus. În 1974 sau 1975, linia este extinsă de la capătul de linie original din cartierul Tudor Vladimirescu spre fabrica Electrotehnica la marginea sudică a cartierului Militari, circulând pe Strada Alexandru Moghioroș (actuala Brașov) din cartierul Drumul Taberei. În ghidurile STB ale epocii, noul capăt de linie este menționat sub denumirea CFR Cotroceni, aflându-se la câțiva metri de o barieră cu calea ferată industrială Militari-Cotroceni-Filaret-Progresu.
Mai multe modificări ale traseului intervin în anii 1980: în 1983 se desființează linia de tramvai de pe Strada Uranus pentru a face loc Casei Poporului, astfel linia 8 revine pe Strada Izvor până la Podul Mihai Vodă, până în 1985 când linia 8 este mutată pe Bulevardul Tudor Vladimirescu ca urmare a demontării liniei de pe Strada Izvor. În 1987, linia 8 se mută pe Șoseaua Progresului (nou construită) iar capătul de linie de la Electrotehnica este desființat, în schimb linia 8 este extinsă pe Bulevardul Emil Bodnăraș (actualul Timișoara), Strada Valea Cascadelor și Bulevardul Preciziei până la Depoul Militari. Tot între 1982 și 1990, linia a fost extinsă până la capătul de linie de la Zețari (fostul Erie Eroul). 
În 2002 apare ultima modificare a traseului, odată cu modernizarea liniei de tramvai 41: deoarece sunt desființate macazele de la intersecția Bulevardului Timișoara cu Strada Brașov și Pasajul Lujerului, linia 8 circulă pe la intersecția Răzoare; acest traseu este păstrat până la desființarea liniei care a avut loc 20 de ani mai târziu.
Tramvaiele liniei 8 porneau din stația „Depoul Militari”, situată în fața depoului STB, și circulau pe străzile „Preciziei” și „Valea Cascadelor”. În apropierea stației CFR Cotroceni, linia traversa la nivel calea ferată București Nord–Filaret–Progresul, acum desființată. Traseul tramvaiului 8 continua apoi în lungul Bulevardului Timișoara, cea mai lungă secțiune dreaptă a liniei, având 10 stații. Pe toată porțiunea de la Depoul Militari și până la stația „Bulevardul Vasile Milea”, ultima de pe Bulevardul Timișoara, tramvaiul 8 avea traseu și stații comune cu linia 25.
Tramvaiele liniei 8 circulau apoi pe Șoseaua Progresului și Calea Rahovei, după care intră pe Calea Ferentari și Prelungirea Ferentari, până la intersecția acesteia cu strada Zețarilor. Stația „Zețarilor”, amenajată în acest loc, este terminus. De la intrarea pe Șoseaua Progresului și până la stația terminus, tramvaiul 8 avea traseu și stații comune cu tramvaiul 23.
La ambele capete ale traseului au existat bucle de întoarcere care permiteau tramvaielor să-și continue circulația în sens invers. 
Pe 24 octombrie 2022, linia 8 s-a desființat definitiv, comasându-se cu linia 11 de la Cartier 16 Februarie până la Zețarilor, circulând pe Calea Rahovei, Calea Ferentari și pe Prelungirea Ferentari.

### Schema traseului
|  |   |   |   | Stație                  | Lat/Long                                        | Cod stație dus/întors | Corespondențe |
|  | - | - | - | ----------------------- | ----------------------------------------------- | --------------------- | ------------- |
|  | ↓ | O | ↑ | Depoul Militari         | 44°25′46″N 25°58′37″E / 44.429568°N 25.977058°E | 420/419               | 25            |
|  |   | o |   | Inscut                  | 44°25′48″N 25°59′00″E / 44.430048°N 25.983293°E | 422/418               | 25            |
|  |   | o |   | SC Vest                 | 44°25′50″N 25°59′19″E / 44.430429°N 25.988475°E | 423/417               | 25            |
|  |   | o |   | Urbis                   | 44°25′51″N 25°59′36″E / 44.430817°N 25.993353°E | 425/415               | 25            |
|  |   | o |   | Cesarom                 | 44°25′54″N 26°00′13″E / 44.431726°N 26.003658°E | 426/413               | 25            |
|  |   | o |   | CFR Cotroceni           | 44°25′43″N 26°00′07″E / 44.428580°N 26.001826°E | 2356/2349             | 25            |
|  |   | o |   | Comautosport            | 44°25′25″N 26°00′02″E / 44.423744°N 26.000487°E | 4325/4324             | 25            |
|  |   | o |   | Radox                   | 44°25′27″N 26°00′17″E / 44.424083°N 26.00485°E  | 3512/3513             | 25            |
|  |   | o |   | Valea Oltului           | 44°25′29″N 26°00′46″E / 44.424845°N 26.012786°E | 2353/2346             | 25            |
|  |   | o |   | Frigocom                | 44°25′35″N 26°01′05″E / 44.426255°N 26.018125°E | 2352/2345             | 25            |
|  |   | o |   | Romancierilor           | 44°25′36″N 26°01′26″E / 44.426695°N 26.023939°E | 2351/2344             | 25            |
|  |   | o |   | Compasului              | 44°25′37″N 26°01′38″E / 44.426907°N 26.027287°E | 3304/3305             | 25            |
|  |   | o |   | Brașov                  | 44°25′39″N 26°02′05″E / 44.427484°N 26.03459°E  | 2350/885              | 25            |
|  |   | o |   | Sergent Moise           | 44°25′40″N 26°02′22″E / 44.427894°N 26.039317°E | 893/2387              | 25            |
|  |   | o |   | Sibiu                   | 44°25′42″N 26°02′54″E / 44.428285°N 26.048207°E | 2385/585              | 25            |
|  |   | o |   | Bulevardul Vasile Milea | 44°25′43″N 26°03′15″E / 44.428638°N 26.054046°E | 4365/2308             | 25            |
|  |   | o |   | Piața Danny Huwé        | 44°25′43″N 26°03′44″E / 44.428475°N 26.062173°E | 2386/2315             | 25            |
|  |   | o |   | Aprodex                 | 44°25′31″N 26°03′58″E / 44.425179°N 26.066241°E | 343/54                | 25            |
|  |   | o |   | Calea 13 Septembrie     | 44°25′21″N 26°04′11″E / 44.422478°N 26.06979°E  | 344/330               | 25            |
|  |   | o |   | Inox                    | 44°25′07″N 26°04′30″E / 44.418527°N 26.074928°E | 345/331               | 25, 47        |
|  |   | o |   | Șoseaua Progresului     | 44°24′55″N 26°04′40″E / 44.415258°N 26.077691°E | 476/328               | 23, 32        |
|  |   | o |   | Calea Ferentari         | 44°24′47″N 26°04′25″E / 44.413172°N 26.073705°E | 97/52                 | 23, 32        |
|  |   | o |   | Șoseaua Sălaj           | 44°24′30″N 26°04′40″E / 44.408446°N 26.077816°E | 307/283               | 23            |
|  |   | o |   | Cibinului               | 44°24′23″N 26°04′46″E / 44.406349°N 26.079567°E | 308/282               | 23            |
|  |   | o |   | Armistițiului           | 44°24′12″N 26°04′54″E / 44.403202°N 26.081569°E | 309/281               | 23            |
|  |   | o |   | Suliței                 | 44°24′03″N 26°05′02″E / 44.400866°N 26.083853°E | 1345/1343             | 23            |
|  |   | o |   | Piața Ferentari         | 44°23′53″N 26°05′06″E / 44.398137°N 26.084868°E | 310/280               | 23            |
|  |   | o |   | Vadul Nou               | 44°23′35″N 26°04′58″E / 44.393057°N 26.082716°E | 556/561               | 23            |
|  |   | o |   | Vâltoarei               | 44°23′24″N 26°04′50″E / 44.390053°N 26.080662°E | 557/560               | 23            |
|  | ↓ | O | ↑ | Zețarilor               | 44°23′12″N 26°04′40″E / 44.386562°N 26.077701°E | 558/559               | 19, 23        |

## Exploatarea liniei
Linia 8 a fost exploatată de Societatea de Transport București. Ea era parcursă de tramvaie în circa 50 de minute.

## Materialul rulant
Pe această linie circulau tramvaie Tatra T4, V2A. și V3A. Ocazional, STB introducea și tramvaie Bucur de tip V2S-T și V2A-T.